# Pierre Bensusan
Pierre Bensusan (* 30. Oktober 1957 in Oran, Algerien) ist ein französischer Gitarrist.
Die Familie von Pierre Bensusan zog 1961 nach dem Ende der französischen Kolonialherrschaft nach Paris. Mit sieben Jahren erhielt er Klavierunterricht. Als Elfjähriger entdeckte er die Gitarre für sich. Dabei wurde er vom Revival der Folk Music in den USA, England und Frankreich beeinflusst.
Mit 17 Jahren unterschrieb er seinen ersten Schallplattenvertrag. Ein Jahr später gewann sein Debütalbum Près de Paris den Grand Prix du Disque beim Jazz-Festival im schweizerischen Montreux. Die Los Angeles Times würdigte ihn als „einen der weltweit einzigartigsten und brillantesten Veteranen in der Szene der Akustikgitarristen“.  Das amerikanische Magazin Guitar Player wählte ihn 2008 zum „Best World Music Guitar Player“. 2014 wurde seine CD Encore bei den Independent Music Awards (IMAs) als „Best Live Performance Album“ nominiert.
Bensusan verwendet als offene Stimmung überwiegend DADGAD. Sein virtuoser Stil ist eine elegante Mischung aus Jazz, Folk und Worldmusic.

## Bibliographie
- DADGAD Guitar
- DADGAD Music
- The Intuite Music Book
- A World of Celtic Fingerstyle Guitar, Vol. 1 & 2 (DVD)
- The Guitar of Pierre Bensusan, Vol. 1 & 2 (DVD)

## Diskographie
- 1975 Près de Paris
- 1977 Pierre Bensusan 2
- 1979 Musiques
- 1981 Solilaï
- 1988 Spices
- 1993 Wu Wei
- 1997 Live au New Morning/Live in Paris (mit Didier Malherbe)
- 2001 Intuite (Favored Nations)
- 2005 Altiplanos (Favored Nations)
- 2009 A La Carte (Dadgad Music)
- 2009 Complete Works 1975-2010, Collectors Edition (Dadgad Music)
- 2010 Vividly (Dadgad Music)
- 2013 Encore Triple Live CD (Dadgad Music)
- 2020 Azwan CD (Dadgad Music)

## Zusammenarbeit mit anderen Künstlern
- 1979 Doc Watson, Paris – Olympia (Frankreich)
- 1983 Larry Coryell, Lorient (Frankreich)
- 1985 Taj Mahal, Dublin-Stadium, San Francisco (USA)
- 1988 Philip Catherine, Paris Guitar Festival (Frankreich)
- 1988 Alan Stivell, Bottom Line New York (USA)
- 1988 John Renbourn & David Bromberg (UK)
- 1989 Paco de Lucía, Niort (Frankreich)
- 1992 Didier Malherbe, (Frankreich & UK)
- 1994 Marcel Dadi, Roland Dyens (Frankreich)
- 2000 Leo Kottke, Salt Lake City Summer Festival (USA)
- 2001 Tommy Emmanuel, Jonas Hellborg, Bob Moses, Ray Gomez
- 2002 Open Strings, Peter Finger (Deutschland)
- 2003 Michel Haumont, Paris (Frankreich)
- 2004 All Star Guitar Night, NAAM Show, Anaheim (CA) & Nashville (TN), (USA)
- 2009 IGN – International Guitar Night (USA & CA)

## Auszeichnungen
- 1976 Grand Prix du Disque Montreux Festival, (Schweiz)
- Album du Mois/Album of the Month, (Journal de Montreal/Canada)
- Album of the Year (fRoots/UK)
- Best Albums (Guitarist Magazine/UK)
- 1983 Naird Award (USA)
- 2002 Bravo de la Redaction, (Trad. Mag./Frankreich)
- 2002 AFIM (American Association for Independent Music) – Award for Best Acoustic Instrumental Album
- 2006 Bravo de la Redaction, (Trad. Mag./Frankreich)
- 2008 USA – Best World Music Guitar Player, Guitar Player Magazine Readers Choice Award